# 佐世保市立小佐々中学校
佐世保市立小佐々中学校（させぼしりつ こさざちゅうがっこう、Sasebo City Kosaza Junior High School）は、長崎県佐世保市小佐々町西川内（にしかわうち）にある公立の中学校。2023年現在、離島を除く日本本土の最西端にある中学校である。 

## 概要
歴史
1947年（昭和22年）の学制改革の際に創立した「小佐々村立小佐々中学校」と「小佐々村立楠栖中学校」の2校を前身とする。1969年（昭和44年）に統合された。2012年（平成24年）に創立65周年（統合43周年）を迎えた。
校訓
「英知・信愛・活力」
校章
笹の葉の絵を背景にして、中央に「中」の文字を置いている。
校歌
作詞は市瀬正生、作曲は菅沼義重による。歌詞は2番まであり、両番に校名の「小佐々中学」が登場する。
校区
「長崎県佐世保市小佐々町全域」。小学校区は佐世保市立小佐々小学校、佐世保市立楠栖小学校。

## 沿革
旧・小佐々中学校
- 1947年（昭和22年）
  - 4月1日 - 学制改革（六・三制の実施）が行われる。
    - 小佐々国民学校の初等科が改組され、「小佐々村立小佐々小学校」となる。
    - 小佐々国民学校の高等科と小佐々青年学校の普通科が改組され、「小佐々村立小佐々中学校」（新制中学校）が発足。小学校の運動場の南側にあった海軍兵舎を仮校舎にして開校。在籍生徒数は172名、5学級。初代校長は井出清臣。
- 1948年（昭和23年）7月25日 - PTAが発足。
- 1950年（昭和25年）
  - 5月3日 - 町制施行により小佐々町が発足。これに伴い「小佐々町立小佐々中学校」に改称。
  - 11月5日 - 校舎が完成。校旗を制定。
- 1954年（昭和29年）11月28日 - 校歌（旧校歌）を制定。
- 1959年（昭和34年）12月 - 2教室を増築。
- 1962年（昭和37年）
  - 3月 - 2教室を増築。
  - 4月 - 在籍生徒数が最大の515名（12学級）を記録。
- 1963年（昭和38年）10月 - 脱脂粉乳給食を開始。
- 1964年（昭和39年）11月 - 完全給食を開始。
- 1969年（昭和44年）4月1日 - 小佐々町立楠栖中学校を統合。
  - 校歌（旧校歌）- 作詞は原善磨、作曲は伊藤英一による。歌詞は3番まであり、各番に校名の「小佐々中学」が登場する。

旧・楠栖中学校
- 1947年（昭和22年）
  - 4月1日 - 学制改革（六・三制の実施）が行われる。
    - 楠栖国民学校の初等科が改組され、「小佐々村立楠栖小学校」となる。
    - 楠栖国民学校の高等科と楠栖青年学校の普通科が改組され、「小佐々村立楠栖中学校」（新制中学校）が発足。小学校校舎を借用。初代校長は堀江昌光。

  - 5月3日 - 新憲法施行記念日に開校式を挙行。
- 1949年（昭和24年）7月 - PTAが発足。
- 1950年（昭和25年）
  - 5月3日 - 町制施行により小佐々町が発足。これに伴い「小佐々町立楠栖中学校」に改称。
  - 12月 - 戸の崎に新校舎が完成し、小学校校舎から移転。併設を解消。
- 1953年（昭和28年）3月 - 長迫地区に所有地にヒノキ15,000本を植樹。
- 1959年（昭和34年）2月 - 図書館が完成。
- 1961年（昭和36年）
  - 3月 - 普通教室4教室が完成。
  - 4月 - 在籍生徒数が最大の801名（18学級）を記録する。
- 1962年（昭和37年）
  - 2月 - 4教室が完成。
  - 7月 - 町内最大の矢岳炭鉱の閉山により、生徒数が急減する。
- 1963年（昭和38年）10月 - 給食室が完成。
- 1964年（昭和39年）3月 - 完全給食を開始。
- 1969年（昭和44年）4月1日 - 小佐々町立小佐々中学校に統合される。
  - 校歌 - 作詞は前田博、作曲は磯田有志朗による。歌詞は3番まであり、各番に「楠栖」が登場。

統合・小佐々中学校
- 1969年（昭和44年）
  - 4月1日 - 小佐々町内の中学校2校が統合され、「小佐々町立小佐々中学校」が開校。
  - 10月 -　校歌（現校歌）を制定。
- 1976年（昭和51年）
  - 4月 - 国旗掲揚台を設置。
  - 9月 - 運動場に夜間照明施設が完成。
- 1984年（昭和59年）11月 - 部活動後援会が発足。
- 1993年（平成5年）
  - 2月 - 教育工学室にパソコンを設置。
  - 4月 - タイ王国生徒との国際交流を行う。
- 1995年（平成7年）10月 - タイ・韓国生徒との国際交流を行う。
- 2000年（平成12年）9月 - 韓国（慶州・釜山）への修学旅行を実施。
- 2001年（平成13年）・2002年（平成14年）- 2年連続でソフトテニス女子全国大会（三重県伊勢市）に出場。
- 2005年（平成17年）
  - 3月 - ソフトテニス女子全国大会（三重県伊勢市）に出場。
  - 8月 - 全国日本少年軟式野球大会（神奈川県横浜市）に出場。
- 2006年（平成18年）
  - 3月31日 - 佐世保市との合併により「佐世保市立小佐々中学校」（現校名）となる。
  - 10月 - プールを解体。
- 2007年（平成19年）
  - 3月 - 校内ソフトテニスコートを設置。
  - 4月 - 2学期制を開始。
  - 10月 - オーストラリア コフスハーバー市との青少年相互ホームステイ事業を実施。
- 2008年（平成20年）
  - 2月 - 体育館新築工事に伴い、樹木の校内移植を行う。
  - 7月 - 体育館の解体が完了。
- 2009年（平成21年）3月　- 新体育館が完成。
- 2010年（平成22年）
  - 3月 - 地上デジタル放送対応大型テレビを普通教室に設置。
  - 4月1日 -  特別支援学級（情緒障害）を開設。
- 2011年（平成23年）4月1日 - 特別支援学級(知的障害）を開設。
- 2012年（平成24年）12月 - 耐震工事を完了。
- 2013年（平成25年）4月 - 特別支援学級（情緒障害）を休級。

## アクセス
最寄りのバス停
- 西肥自動車（西肥バス）「小佐々支所」バス停

最寄りの国道・県道
- 長崎県道18号佐々鹿町江迎線

## 周辺
- 小佐々中央運動広場
- 佐世保市役所小佐々支所（旧・小佐々町役場、佐世保市役所小佐々行政センター）

## 関連事項
- 長崎県中学校一覧
- 佐世保市中学校一覧
- 稚内市立宗谷中学校（日本最北端・本土最北端の中学校）
- 根室市立歯舞学園（日本最東端・本土最東端の中学校）
- 南大隅町立第一佐多中学校（本土最南端の中学校）
- 与那国町立久部良中学校（日本最西端の中学校）